# Albert Rovers FC
Albert Rovers FC is een Ierse voetbalclub uit de 2de grootste stad Cork. De club speelde in de 1ste klasse van 1976 tot 1982.
Na 1 seizoen in 1ste veranderde de club zijn naam in Cork Alberts FC in 1977 en in 1979 in Cork United FC (niet te verwarren met Cork United die in de jaren 40 en 50 furore maakte). Door financiële problemen werd de club in 1982 uit de League gezet.
Voor de club in de League speelde was de club vrij succesvol en won enkele trofeeën. De club bestaat nog steeds en speelt op plaatselijk niveau.

## Rangschikkingen
| Jaar    | Plaats |
| ------- | ------ |
| 1981/82 | 10e    |
| 1980/81 | 9e     |
| 1979/80 | 14e    |
| 1978/79 | 11e    |
| 1977/78 | 9e     |
| 1976/77 | 13de   |